# Nának guru
Nának guru (pandzsábiul: ਗੁਰੂ ਨਾਨਕ; hindiül: गुरु नानक, urduul گرونانک IPA: ˈɡʊɾu ˈnɑnək, IAST:Gurū Nānak) (Talvandi, 1469. április 15. – Kartarpur, 1539. szeptember 22.) a szikh vallás alapítója, a tíz szikh guru közül az első. A szikhek hite szerint minden őt követő guru részesült Nának guru istenségéből és vallási tekintélyéből.

## Élete
1469. április 15-én született, a Lahore közelében fekvő Rāi Bhōi dī Talwandī (mai nevén Nankana Száhib) faluban, hindu családban. Apja, Kaljan Csand Dász Bedi, gyakori rövidebb nevén Kalu Mehta Talwandi falu gabonahozamának elszámolója volt a hely muszlim földesura, Rai Bular Bhatti alkalmazásában. Anyja Tripta Devi volt, nővére, Bibi Nanaki saját jogán is ismert vallási személyiség.

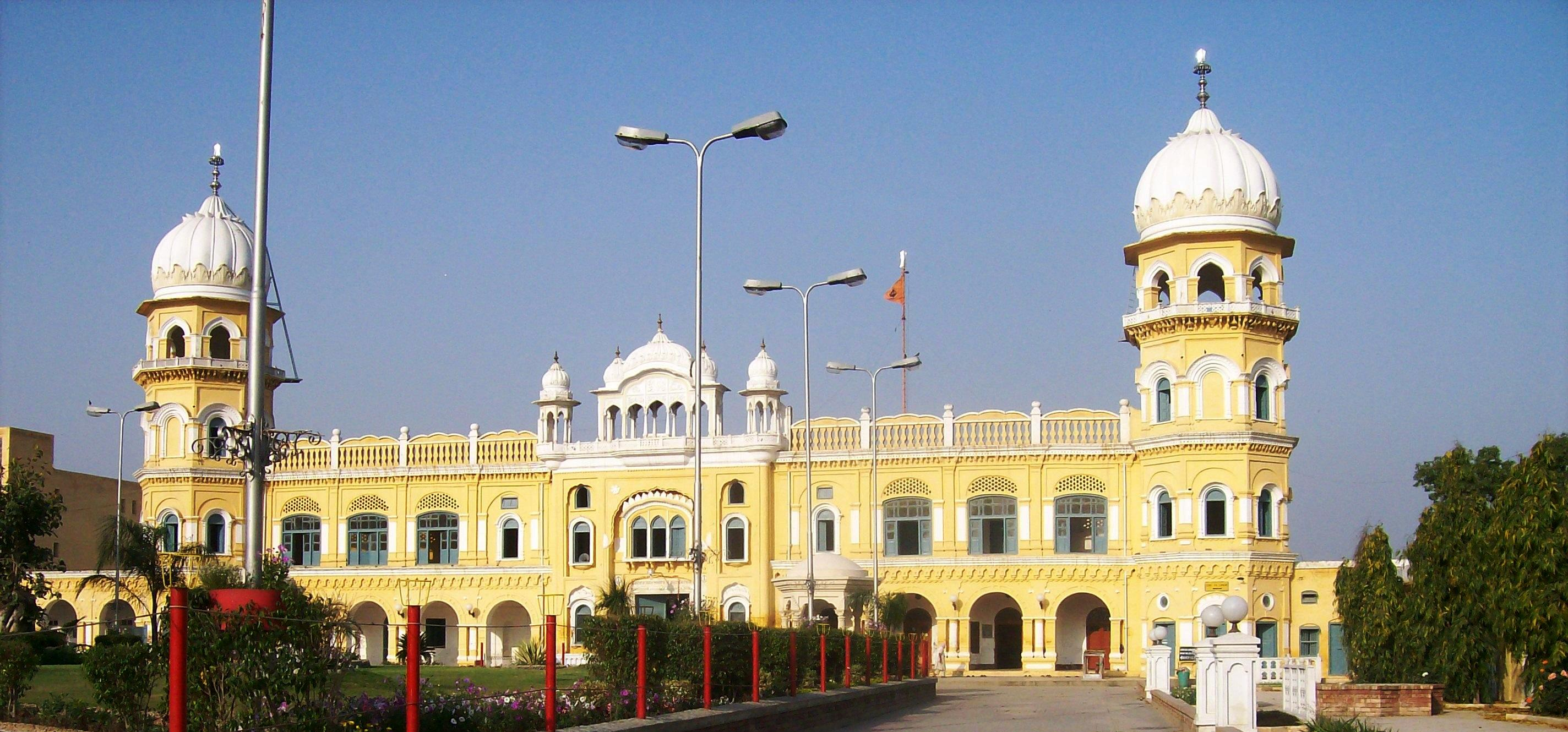
Gurdwara Nankana Száhib, Pakisztán

Nővére, Nanaki feleségül ment egy Dzsai Ram nevű emberhez, aki Lahore későbbi kormányzója, Daulat Khán Lódi birtokának irányítója volt Szultánpurban. Nának guru követte nővérét és annak férjét Szultánpurba, és tizenhat évesen ő is munkát kapott Daulat Khántól. Ekkor szerezhette több ismeretét, melyre később utal himnuszaiban.
Az életéről írt kommentárok szerint képességei már fiatal korában megmutatkoztak. Ötévesen állítólag már vallási témájú kérdéseket tett fel. Hétévesen apja a hagyománynak megfelelően beíratta a falu iskolájába. Itt egy elbeszélés szerint a gyermek lenyűgözte tanárát azzal, hogy az ábécé első betűjében rejlő szimbolizmusról beszélt (az arab-perzsa ábécében ez egy függőleges vonal, ami az egyes számra emlékeztet, és az egy Istenre utal). Egy másik beszámoló különös, csodás eseményeket említ a guru gyermekkorából, például azt, hogy Rai Bular látta, hogy az alvó gyermek fejét egy veszélyes kobra védi a tűző naptól.

### Életrajzok
Életéről a legkorábbi beszámolók a Dzsanamszákhi (életrajzok) és a várs (versek) Bhai Gurdasz írnoktól. A Dzsanamszákhik legnépszerűbbjeit állítólag a guru egy közeli barátja, Bhai Bala írta, stílusa és nyelvezete alapján azonban egyes tudósok, például Max Arthur Macauliffe szerint biztos, hogy a halála után készültek.
Bhai Gurdasz, feltehetőleg Guru Granth Száhib írnoka szintén írt verseiben Nának gururól. Bár ezek is csak kevéssel a guru ideje után készültek, kevésbé részletesek, mint a Janamsákhik, amelyek aprólékos részletességgel számolnak be a guru születésének körülményeiről. A Dzsanamszákhi szerint a guru születésekor megkértek egy asztrológust, hogy készítse el a gyermek horoszkópját. Az asztrológus ragaszkodott hozzá, hogy lássa a gyermeket, és mikor meglátta, összetett kézzel imádni kezdte, és azt mondta: „Sajnálom, hogy nem fogom megérni, hogy az ifjú Nának gurut felnőttként láthassam.”

## Utazásai és a szikh vallás
Rai Bular földesúr és Nának nővére, Bibi Nanaki voltak az elsők, akik isteni tulajdonságokat ismertek fel a fiúban, ezért támogatták és bátorították, hogy utazzon. A szikh hagyomány szerint Nánaknak harmincéves korában látomása támadt. Mikor nem tért vissza a rituális mosakodásból, ruháit megtalálták egy helyi patak, a Kali Bein partján. A város népe úgy hitte, belefulladt a vízbe, ezért Daulat Khan átkutattatta a vizet, de nem találták meg a testét. Három nappal eltűnése után Nának felbukkant, de nem mondott semmit. Másnap kijelentette: „Nincs olyan, hogy hindu, nincs olyan, hogy muzulmán, melyik utat kövessem hát? Isten útját követem. Isten se nem hindu, se nem muzulmán, én az ő útját követem.” Elmondta, hogy Isten udvarában járt, ahol nektárral töltött kupával kínálták. „Ez Isten neve dicsőítésének kupája. Idd ki. Veled vagyok. Megáldalak és felemellek. Rád ruháztam neved ajándékát. Legyen ez a te hívásod.” Innentől kezdve Nánakot guruként említik, és létrejött a szikh vallás.
Bár útjainak pontos útvonala vitatott, széles körben elismert tény, hogy négy nagyobb, több ezer kilométeres utat tett meg. Először keletre, Nyugat-Bengál és Asszám felé, majd délre, Tamilnáduba, majd északra, Kasmír, Ladak és Tibet felé, végül nyugatra, Bagdad, Mekka és Medina felé. Járt Lhászában is.

## Családja
Nának guru körülbelül tizenhat évesen feleségül vette Mata Szulakhnit. A ceremóniára Batala városában került sor, az esküvői menet Szultanpurból érkezett. Két fiuk született, Sri Csand és Lakhmi Csand.

## Utódlása
Nának guru Bhai Lehnát jelölte ki következő gurunak, és az Angad guru nevet adta neki, aminek jelentése „valakinek a sajátja” vagy „a részed”. Nem sokkal utódjának kinevezése után hetvenévesen Kartarpurban elhunyt.

## Tanításai
Nának guru tanításai a Guru Granth Száhib szikh szentírásban olvashatóak, amely gurmukhi vallásos versek gyűjteménye. Tanításai szerint egyetlen, felfoghatatlan Isten nyilvánul meg minden nagyobb vallásban, ő az alaktalan egyetlen teremtő, halhatatlan és elpusztíthatatlan. Nának guru beszél az egoizmus veszélyeiről és felszólítja követőit, hogy Istent imádják Isten szaván, az isteni renden és a guru tanításain keresztül, valamint énekeljék Isten tulajdonságait, hogy megszabaduljanak a kétkedéstől. Az imádatnak önzetlennek kell lennie. Isten szava megtisztítja az egyént, hogy lehetővé tegye ezt a fajta imádatot.
A hagyomány szerint Nának guru tanítása három módon követhető:
- Vaṇḍ Chakkō: osztozás másokkal, a szükségben lévők segítése
- Kirat Karō: becsületes életmód, csalás és mások kihasználása nélkül
- Naam Japna: a szent név kántálása és Isten állandó imádása

Nának guru a legnagyobb hangsúlyt Isten szavának (Naam Japna) imádására fektette. Az ember a megvilágosodottak irányítását kövesse, ne az eszéét, mert ez veszélyeket rejt magában és frusztrációhoz vezet.
Nának tanításai középpontjában az Isten előtti egyenlőség tana áll. Helytelenítette a kasztrendszert, amely egyes embercsoportokat mások fölé helyez.
Nának gondolatait és meggyőződését történetek segítségével magyarázta el. A következő történettel kívánta érzékeltetni híveivel, hogy az embereknek anélkül kell tisztességes életet élniük, hogy közben másokat kihasználnának:
Egy faluban Nának visszautasította egy gazdag kereskedő vacsorameghívását, és egy Lalo nevű szegény emberrel ült le enni. A gazdag ember roppant haragra gerjedt, ezért Nának elment hozzá, és elvett egy darab kenyeret az asztalról. Ujjai között összepréselte a kenyeret, és a kereskedő legnagyobb döbbenetére és ijedelmére, a kenyérből vércseppek hullottak alá. Utána Nának Lalótól kért kenyeret, és azt is összenyomta. Most a kenyérből tiszta tej folyt. A jelenlevők csak ámuldoztak. Nának elmagyarázta, hogy Lalo szegénysége ellenére becsületes volt. A gazdag ember vagyona viszont mások szenvedése árán keletkezett.
Nának guru hitelmélete egyszerű és világos, látszólag nem több, mint a két teljesen eltérő hit körültekintő keveréke. A szikhizmus ezen érthetősége az egyetlen központi gondolatának, az Egy Isten, a Teremtő szuverenitásának tudható be. Nának guru Istent „Igaz Név”-nek hívta, mert el akarta kerülni Isten valamiféle beskatulyázását. Úgy tanította, hogy az Igaz Név, bár sokféleképpen és sok helyen jeleníti meg magát és sok néven ismerik, mégis ő az Örökkévaló Lény, a Szuverén és Mindenható Isten, a Szeretet Igazsága.
Nának guru elfogadta a maja (az érzékszervi tapasztalás valóságának illúziója) fogalmát, amennyiben az a Teremtő örök igazságának kifejezéseit jelentő anyagi tárgyakat és valóságot illeti. Szerinte a maja az anyagi kívánságok és fogyasztás földi világában élők köré „valótlanság-falat” emel. Ez az anyagiasság eltakarja előlük a végső valóságot – mert Isten teremtette az anyagot is –, így csakis a vágyaktól mentes, lelkileg látók tudják e falat áttörni, Gurprasad guru kegyelméből.
A világ közvetlenül valóságos abban az értelemben, hogy majaként az érzékeknek megnyilvánul, de végső soron valótlan, abban az értelemben, hogy egyedül Isten a végső valóság. A hindu lélekvándorlás tanát a karma törvényének következményeivel együtt megtartva Nának guru azt tanácsolta követőinek, hogy a reinkarnáció ciklusait fegyelmezett élettel törjék meg, azaz mérsékeljék önzésüket, önhittségüket és érzéki élvezeteket és kiegyensúlyozott életet éljenek, felkészülve a végső valóság elfogadására. Ezzel a guru (Guprasad) kegyelméből az újraszületések sora megtörhet és a szikh az Isten szeretetének lakhelyén maradhat.
Az utasítások szerint a szikheknek egyensúlyban kell tartaniuk munkájukat, imádságukat és jótékonyságaikat és (egy másik hindu gyakorlat) Isten nevének ismétlésével meditálniuk kell hogy lelki fejlődésüket segítsék. Nának guru szerint a megváltás Istennel, az Igaz Névvel való egyesülést és a benne való feloldódást jelenti. A szikhek nem hisznek sem a mennyben, sem a pokolban. Igyekezetük a lelkük emberi utazása során a guru kegyelmének elnyerésére irányul.

## Nának utódai
Nának halála előtt követőjét Lehnát választotta utódjául. Lehna nevét Angandra változtatták, ami azt jelenti, egy rész belőlem. Angand kidolgozta a pandzsábi nyelv írott változatát, amelyet gurmukhinak (a guru szájából való) hívnak. Majd 200 éven át a szikh nézeteket az egymást követő guruk adták tovább, és saját tetteiken és tanításaikon keresztül irányították a szikheket.

## Magyarul
- Kirpal Singh: Jap Ji. Guru Nanak üzenete; ford. Berki Tamás, Bertók András, Ládi Kati; SKRM MK, Miskolc, 2009

## Külső hivatkozások
- Guru Nanak Dev Ji
- First Sikh Guru Nanak Dev Ji
- Singh, Kirpal: Janamsakhi Tradition – An Analaytical Study. globalsikhstudies.net, First edition March 2004. [2012. március 24-i dátummal az eredetiből archiválva]. (Hozzáférés: 2010. november 29.)
- Guru Nanak by Jyotsna Kamat
- https://www.youtube.com/user/GAGANJAKHU#p/u/14/MdPutY2H3ko
- https://web.archive.org/web/20120316002736/http://www.sikhnugget.com/2010/09/new-documentary-on-guru-nanak.html
- Shree Guru Nanak Dev Quotes in English and Hindi